# Конширане
Конширането е метод за премахване на остатъчната киселинност и изпаряване на влагата и нежеланите ароматни вещества в какаовота маса, предшестващ превръщането ѝ в шоколад. Конширането трае няколко дни. Колкото по-дълго протича, толкова по-фин става шоколадът. Какаовата маса, заедно с другите съставки, се разбърква с валяци за 48 – 72 часа при температури над 60 градуса (обикновено около 78 – 82 градуса), което освен хомогенизиране и извършване на химични процеси, целящи подобрение на вкусовите му качества, аромата и гладкостта, осигурява и микробиологичната чистота на шоколада.
Методът е измислен и приложен за първи път от швейцарския шоколадиер Рудолф Линд.